# جورج إي. براينت
جورج إي. براينت (بالإنجليزية: George E. Bryant) هو قاضي وسياسي أمريكي، ولد في 11 فبراير 1832، وتوفي في 16 فبراير 1907. حزبياً، نشط في الحزب الجمهوري. وقد انتخب عضو مجلس ولاية ويسكونسن.